# Trampling

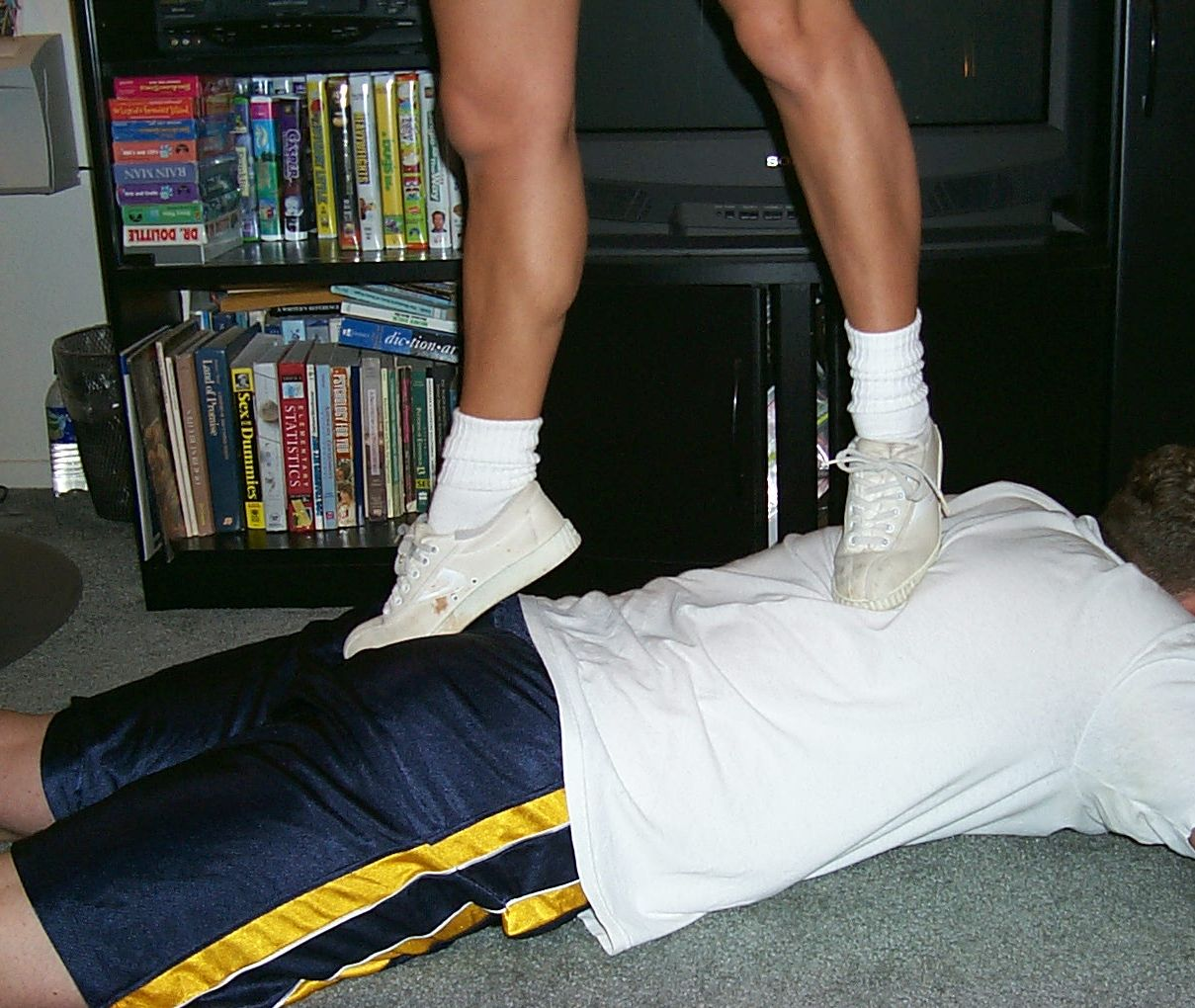
Trampling effettuato con calzature sportive

Il trampling (dall'inglese to trample, "calpestare") è una pratica sessuale che consiste nel farsi calpestare. La pratica si può svolgere a piedi nudi, indossando calzature sportive, scarpe con tacchi alti o stivali. È una delle molteplici forme di feticismo legate alle estremità. Molti uomini collegano l'inizio della loro passione per il trampling a ricordi legati all'età infantile, riguardanti ad esempio il gioco con bambini più grossi o più pesanti, in cui loro venivano seduti sopra o schiacciati in altro modo.
Qualora la pratica del trampling risultasse un comportamento di dipendenza compulsiva, assumendo l'esclusività della sfera sessuale dell'individuo con l'impossibilità di provare altrimenti piacere, allora nello specifico può inquadrarsi all'interno di un contesto patologico piuttosto che rappresentare una pratica sessuale alternativa. Nel manuale diagnostico e statistico dei disturbi mentali il trampling non è espressamente citato, pertanto si colloca tra le parafilie non specificate.
Quando il trampling viene effettuato su un corpo nudo utilizzando tacchi alti, o in altre condizioni comunque in grado di infliggere dolore, può essere annoverato tra le pratiche sado-masochistiche. In tutt'altro contesto spesso è possibile assistere a esibizioni riguardanti il trampling da parte dei fachiri, i quali sono soliti adagiarsi su un letto di chiodi o su cocci di vetro prima di farsi calpestare da una o più persone contemporaneamente.

## Significato e funzione del calpestamento nella storia
L'atto del calpestare una persona fin dall'antichità è associato alla completa sottomissione del nemico sconfitto, il quale subendo questo gesto risulta completamente sovrastato dall'avversario. La cosiddetta calcatio colli, nome latino che indica il rituale trionfale consistente nel salire sul collo dello sconfitto mentre giace per terra, venne introdotta durante l'Impero romano per celebrare le battaglie vittoriose. La calcatio colli si diffuse fino a simboleggiare un tipico rito della dignità imperiale, tra i Bizantini il calpestamento rituale arrivò anche a pervadere svariati ambiti del contesto sociale.
L'iconografia classica descrive varie rappresentazioni trionfalistiche in cui il nemico sconfitto viene calpestato, così come quella religiosa testimonia l'uso allegorico del calpestamento come trionfo del Bene sul Male. Spesso il demonio, nelle sue diverse sembianze assunte, viene raffigurato mentre delle figure sante sono intente a calpestarlo. D'altra parte nella Genesi (versetto 3,15) è scritto: «Io porrò inimicizia tra te e la donna, tra la tua stirpe e la sua stirpe: questa ti schiaccerà la testa e tu le insidierai il calcagno».
Un altro aspetto storicamente legato al calpestamento riguarda l'uso dei piedi come tecnica di massaggio nella tradizione orientale allo scopo di esercitare una più profonda pressione. Il Chavutti Thirumal (in lingua malayalam "massaggio con i piedi") è una pratica vecchia 2000 anni originaria del Kerala, Stato dell'India meridionale, sfruttata dagli studenti dell'antica arte marziale del Kalaripayattu e della danza Kathakali per sciogliere la tensione muscolare e aumentare la flessibilità del loro corpo. Prima di praticare il Chavutti Thirumal, che è considerato uno dei precursori del massaggio ashiatsu, si applica l'olio sul corpo nudo del soggetto sdraiato e quindi il massaggiatore procede a esercitare la pressione con un piede alla volta premendo su zone prestabilite del corpo e seguendo un dato percorso mentre utilizza una corda legata al soffitto per bilanciarsi. Oltre all'effetto di rilassamento e rinforzamento dell'apparato muscolare, altro scopo del Chavutti Thirumal è quello di attivare i canali energetici secondo i principii Ayurveda e Yoga (nadi).

## Considerazioni generali sul trampling
Con il trampling l'eccitazione è raggiunta dalla combinazione del fattore dominazione (o dolore) e del fattore umiliazione, e si ricollega generalmente a un tipico rapporto di BDSM dove vi è un partner che funge da dominante (master o mistress) e un partner sottomesso o schiavo dell'altro (slave). Quando il trampling è praticato a piedi nudi, anche il contatto pelle a pelle contribuisce a favorire l'eccitazione. Particolarmente apprezzato risulta pure quando effettuato a piedi nudi indossando collant, oltre alla personale predilezione che si può avere per alcuni tipi di calzature tra cui le scarpe da ginnastica e gli stivali.
L'atto sessuale non è parte del trampling, sebbene possa seguire la masturbazione al ricordo dell'esperienza; piuttosto il trampling stesso diviene il simbolo del coito. Quando praticato a piedi nudi rappresenta un contatto diretto tra i soggetti coinvolti, mentre l'indossare calzature può simboleggiare lo stabilire un certo distacco. Porre un piede o salire con entrambi i piedi sopra la faccia assume una enorme valenza di sottomissione e umiliazione.
In materia esiste un florido commercio di immagini e filmati su internet, molto spesso amatoriali, dove viene venduto materiale sul trampling e scene correlate, oltre a un apposito filone di film pornografici. Inoltre esistono diversi forum, blog e gruppi sulle reti sociali dedicati al trampling che testimoniano un certo interessamento verso questa pratica.
La fantasia consistente nell'essere calpestati da un gigante, pur mostrando apparente attinenza al trampling, rientra invece nell'ambito della macrofilia. Inoltre il trampling non deve essere confuso con il crush fetish, dato che quest'ultimo consiste nel desiderio di vedere calpestare oggetti inanimati oppure piccoli animali come gli insetti.

## La pratica

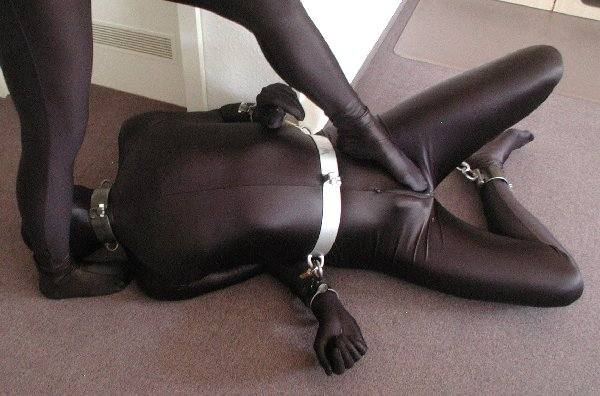
Calpestamento dei genitali di uno slave in abbigliamento zentai

Innanzitutto si rimarca che il trampling, in quanto tale, è una pratica effettuata tra soggetti consenzienti. Come peraltro tutte le pratiche affini o correlate, implica una certa complicità tra il dominante e il sottomesso: normalmente le zone da sottoporre a calpestamento e le modalità con le quali realizzare il calpestamento stesso vengono stabilite di comune accordo, così come eventuali safeword o cenni adottati dal calpestato per segnalare il raggiungimento del proprio limite fisico di sopportazione a causa del dolore troppo intenso o della eccessiva difficoltà a respirare dovuta allo schiacciamento.
Il trampling viene solitamente praticato sullo stomaco, sul petto, sulle cosce, e sulla schiena. È pratica comune anche camminare ed ergersi sopra la faccia, calpestare le mani e le dita, il pene e i testicoli. In relazione al contesto o alle preferenze personali, può essere effettuato in modo delicato come per accarezzare il corpo del calpestato con i piedi o come quando si effettua un massaggio, oppure semplicemente camminando e soffermandosi su una zona preferita, usando lo slave come un tappeto su cui pulirsi i piedi o le scarpe, accennando i passi di un ballo, o ancora in modo più energico con dei salti, esercitando maggiore pressione, o battendo i piedi.
Una forma soft di trampling è legata alla furniphilia e viene eseguita utilizzando il sottomesso, disposto disteso per terra, come poggiapiedi mentre si sta comodamente seduti e al contempo si è impegnati in altre attività (come mangiare, guardare un programma televisivo, leggere, ecc.); usando la faccia come poggiapiedi, si può consentire contemporaneamente il foot worship (o l'adorazione delle calzature eventualmente indossate). D'altro canto metodi più "energici" possono usare il corpo del calpestato come se fosse un trampolino su cui saltare da fermo o da diverse altezze, oppure, quando si indossano scarpe con tacchi, la mistress può gravare deliberatamente il proprio peso sui tacchi usandoli per colpire o affondandoli nel corpo dello slave.
Occorre notare come il camminare sopra un corpo umano richieda una certa abilità nel mantenere l'equilibrio, dato che si calpesta una superficie di dimensioni relativamente ridotte e per giunta più morbida rispetto al normale pavimento; in particolare sullo stomaco i passi tendono ad affondare, mentre sulla schiena e sopra le costole (dotate di una certa elasticità che le porta ad abbassarsi) è garantita una certa stabilità.
Il calpestamento dei genitali, che può essere contemplato all'interno della pratica BDSM del CBT, può anche essere sfruttato per eseguire contemporaneamente un footjob (masturbazione effettuata con i piedi) o uno shoejob (quando si indossano calzature). Con il trampling si può pure realizzare il foot smothering, impedendo momentaneamente la respirazione del calpestato facendo pressione sulla gola o bloccandogli il naso e la bocca sotto i piedi.
Esistono diverse varianti del trampling, tra le quali quelle in cui il sottomesso viene calpestato simultaneamente da due o più persone (multitrampling), quelle in cui si realizza una "passerella umana" fatta da più slave su cui camminare (spesso durante eventi organizzati), quelle in cui il sottomesso viene contemporaneamente umiliato in altri modi differenti (in particolare nell'ambito di pratiche femdom), quelle in cui lo slave è usato come step, quelle in cui vengono utilizzate calzature particolari come i pattini a rotelle o altre calzature originali o poco consuete, e infine quelle in cui per aumentare la pressione si schiaccia lo slave sotto lastre di materiali come il legno o salendo sopra ad altri oggetti.
Il calpestamento si può anche effettuare dopo avere dapprima immobilizzato lo slave tramite bondage o mummificazione, impedendogli così qualsiasi possibilità di movimento. Inoltre vi si può ricorrere anche in contesti e situazioni differenti quali il cuckolding e il threesome: nel primo caso il cuckold, come ulteriore forma di umiliazione, viene calpestato dalla partner (o contemporaneamente anche dal bull) mentre i due amanti intrattengono un rapporto sessuale; durante il sesso di gruppo, invece, il soggetto calpestato può svolgere solamente un ruolo passivo oppure partecipare anch'egli attivamente dalla sua posizione sottomessa.
Quando praticato da donne che indossano tacchi a spillo, è importante che la partner sappia ben dosare la pressione esercitata dal proprio peso in modo da non produrre potenziali lesioni gravando eccessivamente sui tacchi. In questi casi, tenendo anche conto dei maggiori rischi dovuti all'eventuale perdita di equilibrio, può risultare molto utile che chi calpesta faccia affidamento su un solido sostegno di appoggio. I tacchi, di diversa forma e dimensione, possono essere utilizzati nell'ambito di una pratica maggiormente volta a infliggere dolore lasciando piccoli segni da pressione, graffiando il corpo o stimolando parti come i capezzoli.
L'adorazione delle estremità durante il trampling aumenta maggiormente l'umiliazione del calpestato.

## Terminologia legata al trampling
- Trampler - il calpestatore o calpestatrice.
- Carpet - il calpestato (tappeto).
- Soft trampling - trampling delicato, simile a un massaggio e fatto senza esercitare troppa forza (anche indossando tacchi).
- Hard trampling - trampling effettuato in modo energico ed esercitando volutamente maggiore forza.
- Barefoot trampling - trampling a piedi nudi.
- Sneaker trampling - trampling effettuato con scarpe sportive.
- High heels trampling - trampling con tacchi alti.
- Stomping - calpestare battendo con i talloni o con la pianta del piede (inglese to stomp).
- Face standing - ergersi sopra la faccia.
- Throat standing - ergersi sulla gola.
- Face stepping - camminare sopra la faccia.
- Human trampoline - il calpestamento avviene con dei salti sul corpo (trampolino umano).
- Cock crushing - schiacciare il pene e i testicoli.
- Victory pose - il trampler pone un piede sul calpestato, o vi staziona addosso con entrambi i piedi, innalzando le braccia piegate a mostrare i muscoli come in segno di vittoria.
- POV - il punto di vista del calpestato, che disteso per terra vede sovrastarsi dal trampler (Point of View).

## Trampling nella musica, nel cinema, in televisione
- Nancy Sinatra nel suo singolo These Boots Are Made for Walkin', pubblicato nel 1966, accenna con fare vagamente minaccioso al calpestamento con gli stivali. Nel 2005 Jessica Simpson ha ripreso la canzone che è stata poi utilizzata anche come colonna sonora del film Hazzard.
- Biagio Antonacci fa esplicito riferimento alla sensualità del trampling nel suo brano Danza sul mio petto, pubblicato all'interno del suo album Adagio Biagio uscito nel 1991.
- Nel film Dragon Ball Z - Il Super Saiyan della leggenda del 1993 Broly salta ripetutamente sull'addome di Goku.
- Il gruppo musicale Le Vibrazioni allude al trampling in una strofa nel loro singolo In una notte d'estate (2003).
- Durante uno spot pubblicitario delle caramelle Saila Menta, trasmesso in televisione intorno alla metà degli anni 1990, si vede un uomo che pur di avere una delle caramelle pubblicizzate si riduce a zerbino davanti all'ingresso della porta di casa. C'è in corso una festa e i tanti invitati, tra cui donne con tacchi a spillo, calpestano con noncuranza lo zerbino umano.
- Durante la puntata finale del programma La pupa e il secchione, andata in onda su Italia1 il 23 ottobre 2006, in una delle prove le "pupe" dovevano riconoscere il "secchione" a cui erano state abbinate calpestando a piedi nudi i corpi dei secchioni rimasti in gara.
- In E Dio creò la donna, diretto da Roger Vadim nel 1956, Brigitte Bardot calpesta la faccia di un uomo sulla riva di una spiaggia.
- Nel film del 1960 Can-Can Shirley MacLaine sale a pieno peso sullo stomaco di un uomo.
- Nel film documentario del 1962 Mondo cane un gruppo di ragazze giapponesi cammina su degli uomini per effettuare dei massaggi a piedi nudi, le si vedono camminare anche sul viso.
- In Hold On!, diretto da Arthur Lubin nel 1966, la protagonista Shelley Fabares immagina che l'inventore dei tacchi a spillo, che provocano tanta sofferenza ai suoi piedi, faccia la stessa fine di coluì che inventò la ghigliottina, ovvero ucciso dalla sua stessa invenzione. Segue la scena che descrive questa sua crudele immaginazione: un uomo incatenato per strada chiede inutilmente pietà mentre una moltitudine di donne arrabbiate che indossano tacchi a spillo, capeggiate da Fabares, si dirigono verso di lui per massacrarlo sotto i loro tacchi.
- Nel film I turbamenti del giovane Torless, girato in Francia e Germania Ovest nel 1966, un gruppo di studenti organizza un sadico scherzo al più piccolo del gruppo contattando una prostituta, interpretata da una sexy Barbara Steele, che lo tratterà da schiavo. Alla prostituta, che indossa tacchi a spillo alla moda, viene ordinato di salire sulla schiena del ragazzo che implora pietà. La donna ride e danza sopra la sua vittima, ma una ferita accidentale, dovuta al tacco che trapassa la schiena fino a giungere al cuore, provoca la morte del ragazzo.
- In una scena del film Bella di giorno, Catherine Deneuve assiste al calpestamento e all'umiliazione di un uomo da parte di una mistress.
- Una tra le più lunghe scene di trampling è presente nel film giapponese del 1972 Female Convict Scorpion: Jailhouse 41. Il film narra la fuga da un carcere di un gruppo di detenute. Durante la loro fuga una delle detenute viene violentata e uccisa da tre turisti scesi dal pullman. Seguendo questi tre il gruppo di detenute giunge a prendere in ostaggio l'intero pullman, all'interno del quale vendicano la loro compagna: i tre uomini responsabili della violenza e dell'uccisione vengono fatti spogliare, distendere per terra, e quindi umiliati e calpestati a lungo su tutto il loro corpo.
- Nel film del 1976 di Alberto Lattuada Oh, Serafina!, Angelica Ippolito sperimenta delle pratiche sadomaso per soddisfare il suo amante interpretato da Gino Bramieri, arrivandolo anche a calpestare indossando un paio di scarpe.
- Nel film del 1977 Una ragazza, un maggiordomo e una lady ci sono due scene di trampling: nella prima una giovanissima Jodie Foster manda a terra un uomo e quindi corre via passando sopra il suo corpo, nella seconda un ragazzo colpisce un uomo con una padella e quando questo cade per terra il ragazzo gli sale sullo stomaco.
- In una sequenza onirica di Hot Tomorrows, film diretto da Martin Brest nel 1977, due ballerine sexy si abbracciano e si baciano mentre finiscono per calpestare a piedi nudi un nano indifeso. Il piccolo uomo urla e vomita sangue mentre viene calpestato a morte dai grandi piedi nudi delle due attraenti danzatrici intente a ballare sopra di lui.
- In una scena del film Bushido - La spada del sole Laura Gemser, nei panni di una specie di samurai, offre a Frank Converse un massaggio camminandogli su e giù lungo la schiena.
- Nel film dei Village People Can't Stop the Music, uscito nel 1980, una ballerina di discoteca schiaccia il dorso della mano di un uomo con il suo tacco a spillo e gli cammina sulla schiena.
- Nella black comedy del 1982 Eating Raoul è possibile assistere a diverse scene di trampling. In una di queste una mistress con in mano un frustino sale con lo stivale sulla schiena di un uomo completamente nudo sdraiato a pancia sotto, in un'altra si assiste a una donna che cammina a piedi nudi sulla schena del marito, e in un'altra ancora la mistress schiaccia lo stivale sullo stomaco di un uomo fino a farlo urlare.
- Nel film Omicidio a luci rosse, diretto da Brian De Palma nel 1984, Holly Johnson del gruppo Frankie Goes to Hollywood viene calpestato sulla schiena da una donna a piedi nudi mentre canta il brano Relax.
- In Amour braque - Amore balordo, film francese del 1985, una donna si spoglia e comincia a utilizzare il protagonista disteso sul letto come trampolino saltandogli sulla schiena.
- In Nightmare 2 - La rivincita durante un fuggi fuggi generale dopo un piscina party un ragazzo viene calpestato dalla calca creatasi presso un cancello.
- Nel film Air Force - Aquile d'acciaio 3 del 1992 la muscolosa Rachel McLish, indossando stivali da combattimento, sale sulla schiena di un uomo mentre lo sta soffocando con una catena.
- Nel film Anni 90 - Parte II, diretto da Enrico Oldoini nel 1993, Carol Alt in veste sadomaso lega e tortura Francesco Benigno conficcandogli anche un tacco a spillo sul petto.
- In Last Action Hero - L'ultimo grande eroe, film d'azione del 1993 con Arnold Schwarzenegger, una ragazza che indossa scarpe sportive salta e atterra di peso sulla schiena del suo assalitore.
- Nel film Maverick del 1994 Jodie Foster pianta un piede su Mel Gibson steso per terra e gli passa di sopra.
- Nel film Assassini nati - Natural Born Killers del 1994 Juliette Lewis salta a piedi uniti su un uomo durante una rissa in un diner.
- Nel film Dal tramonto all'alba del 1996, diretto da Robert Rodriguez, Salma Hayek tiene George Clooney steso per terra premendogli un piede nudo sul petto mentre gli prospetta la sua "nuova vita" da schiavo.
- Nel film Batman & Robin del 1997 il personaggio di Poison Ivy, interpretato da Uma Thurman, si presenta a Batman e Robin durante un ballo di beneficenza dopo essere passata sulla schena di una fila di uomini prostatisi dinnanzi a lei.
- In una scena del film Baise moi - Scopami, uscito nel 2000, le due protagoniste calpestano violentemente a morte un uomo arrivandogli a sfondare il cranio.
- Nel film Charlie's Angels Lucy Liu si traveste da massaggiatrice ashiatsu per eliminare Tim Curry: dopo avergli saltato sulla schiena improvvisa un massaggio a piedi nudi, gli accarezza pure il viso con un piede, e infine lo mette KO con una delle sue mosse.
- In una scena di Maybe Baby si vede una infermiera grassa stare sul petto di Hugh Laurie a piedi nudi e viene mostrato il punto di vista di entrambi durante il calpestamento.
- Nel film del 2001 Non è un'altra stupida commedia americana Mia Kirshner sale sopra la pancia di un ragazzo grasso steso per terra nel corridoio della scuola.
- Nella serie televisiva American Dreams (stagione 2, episodio Delusione d'amore) Jennifer Love Hewitt cammina sulla schiena di diversi soldati indossando stivali da combattimento e cantando These Boots Are Made for Walkin'.
- Nel film del 2011 Violet & Daisy, dopo avere sparato a quattro uomini le protagoniste Alexis Bledel e Saoirse Ronan cominciano a ballare sui loro cadaveri provocando con dei salti un'emorragia interna con fuoriuscita di sangue dalla bocca delle vittime. Nella scena seguente, dopo avere trasportato i corpi all'interno di una vasca da bagno, si vede un primo piano di un piede nudo della Bledel che sale sopra la faccia di una delle vittime per poi farsi una doccia.